# Karl-Hermann Flach

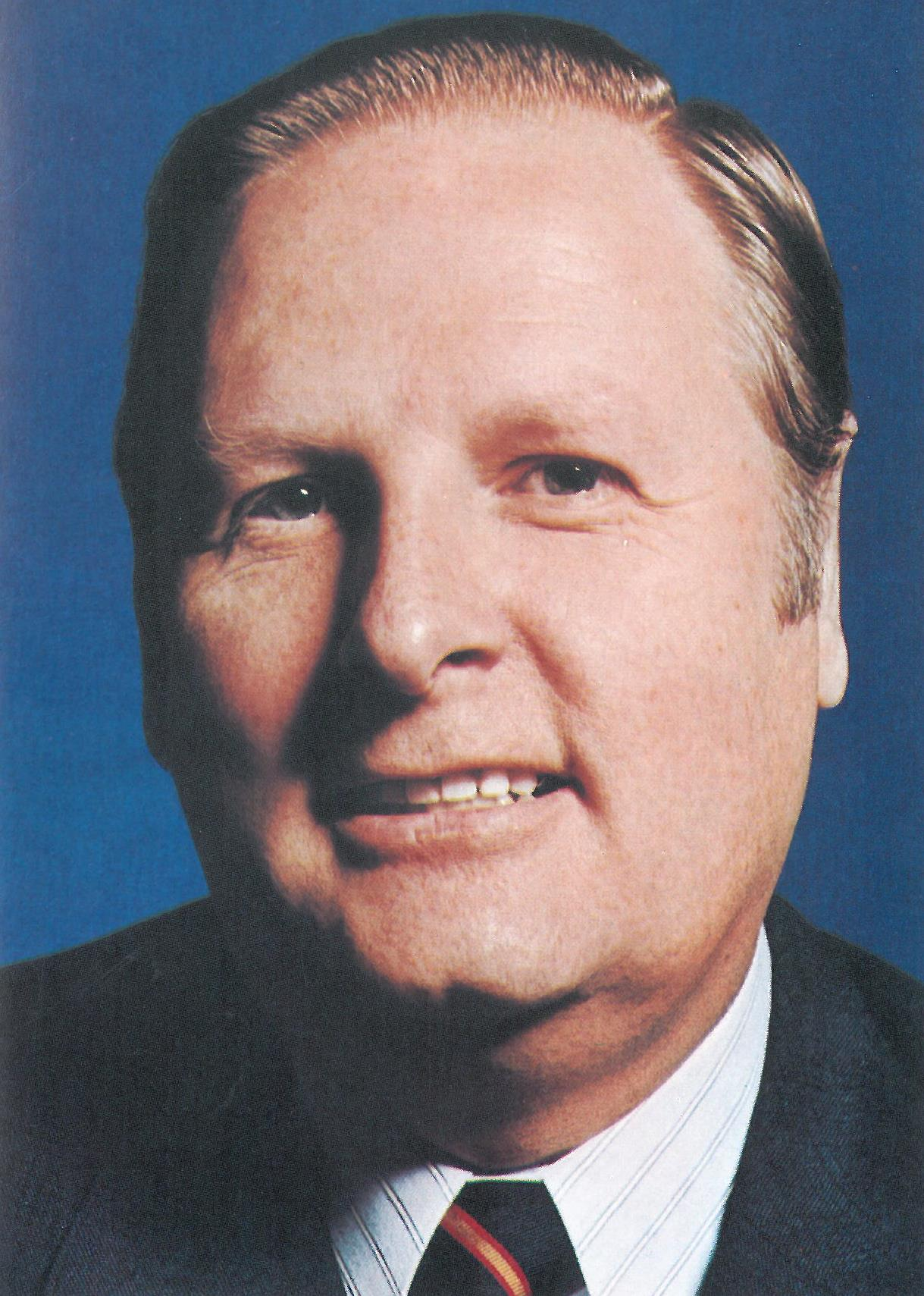
Karl-Hermann Flach (etwa 1972)

Karl-Hermann Flach (* 17. Oktober 1929 in Königsberg; † 25. August 1973 in Frankfurt am Main) war ein deutscher Journalist, Buchautor und liberaler Politiker, zunächst in der LDPD, nach seiner Flucht aus der DDR in der FDP.

## Leben
Flach besuchte von 1936 bis 1944 die Volks- und Oberschule in Königsberg und absolvierte 1944/45 einen Kriegseinsatz beim Volkssturm. Von 1945 bis 1947 besuchte er die Oberschule in Rostock. 1946 trat er in die LDP (später LDPD) ein. 1948/49 arbeitete er als Volontär, später als Politischer Redakteur bei der LDP-Zeitung Norddeutsche Zeitung in Schwerin. 1949 wurde er in den LDP-Landesvorstand Mecklenburgs gewählt. Im Oktober 1949 flüchtete er aus der DDR nach West-Berlin, wo er in die FDP eintrat. Von 1949 bis 1953 studierte Flach Politische Wissenschaft an der Deutschen Hochschule für Politik, dem späteren Otto-Suhr-Institut, an der Freien Universität Berlin mit Diplom-Abschluss. Von 1954 bis 1956 arbeitete er als wirtschafts- und sozialpolitischer Redakteur in Frankfurt am Main und in Bonn.
1956 wurde Flach Mitarbeiter in der FDP-Bundesgeschäftsstelle in Bonn und im Bundestagswahlkampf 1957 schließlich der engste Mitarbeiter des Wahlkampfleiters Wolfgang Döring, über den er später sagte: „Ich habe Döring mit liberalen Grundsätzen befreundet, er hat mich pragmatisch getrimmt.“ Vom 1. April 1959 bis 15. Mai 1962 war Flach als Nachfolger von Werner Stephan der Bundesgeschäftsführer der FDP und Wahlkampfleiter im Bundestagswahlkampf 1961 unter dem Parteivorsitzenden Erich Mende. Nach inhaltlichen Differenzen mit Mende zog Flach sich 1962 aus der Politik zurück und ging in die Redaktion der Frankfurter Rundschau (FR), zuerst als Ressortleiter für Innenpolitik. Zuletzt war er dort geschäftsführendes Mitglied der Redaktionsleitung und Prokurist des Druck- und Verlagshauses. Sein Nachfolger als Bundesgeschäftsführer wurde im September 1962 Hans-Dietrich Genscher.
Auf dem FDP-Bundesparteitag 1971 in Freiburg im Breisgau kehrte Flach als erster Generalsekretär der FDP unter dem Parteivorsitzenden Walter Scheel in die Politik zurück. 1972 wurde er in den Deutschen Bundestag gewählt und danach stellvertretender Vorsitzender der FDP-Bundestagsfraktion. Seine Sekretärin in dieser Zeit, Johanna Olbrich (alias Sonja Lüneburg), die zunächst für den Berliner FDP-Landesvorsitzenden und Bundestagsabgeordneten William Borm gearbeitet hatte und später für den Bundestagsabgeordneten und Bundesminister für Wirtschaft, Martin Bangemann, tätig sein sollte, war eine Spionin der DDR-Staatssicherheit.
1971 veröffentlichte Flach sein Buch Noch eine Chance für die Liberalen. Dieses Werk versuchte auf knapp 100 Seiten, liberale Positionen gegen seine politischen Gegner zu verteidigen und stellt eine vielbeachtete Theorie eines modernen Liberalismus in Abgrenzung u. a. zu sozialistischen Gesellschaftstheorien dar. Flach kommt dort unter anderem zu dem Ergebnis, dass „wenn ernsthafte Gefahr für ihre Besitzpositionen droht, (...) den herrschenden Kreisen in kapitalistischen Staaten die Rettung durch eine faschistische Ordnung lieber sein [kann] als ihr Abstieg. Im Sozialismus greift eine etablierte Führungsgruppe eher zu stalinistischen Praktiken, als sich echter Volkskontrolle, einer freien Öffentlichkeit und ihrer Abwahl auszusetzen.“
Das Grundsatzprogramm der Freiburger Thesen von 1971 entsprach Flachs politischen Vorstellungen; gleichwohl war er bei der Ausarbeitung nicht beteiligt, sondern nur an der späteren Buchveröffentlichung. Seit den 1950er Jahren setzte er sich gegen die sogenannte „Bürgerblock-Mentalität“ seiner Partei und für eine Öffnung der FDP für Arbeitnehmer ein. Er wurde zu einem der Unterstützer der Sozialliberalen Koalition 1969.
Von 1959 bis 1962 war Flach Mitglied des Beirats der Friedrich-Naumann-Stiftung. Dem Kuratorium der Stiftung gehörte er von 1962 bis 1971 an. 1959 war er maßgeblich an der vom Liberalen Studenten Bund Deutschlands bzw. dessen Seniorenverband, dem Verband Liberaler Akademiker, initiierten Gründung der Zeitschrift liberal beteiligt, zu deren Herausgebern er bis zu seinem Tode gehörte.

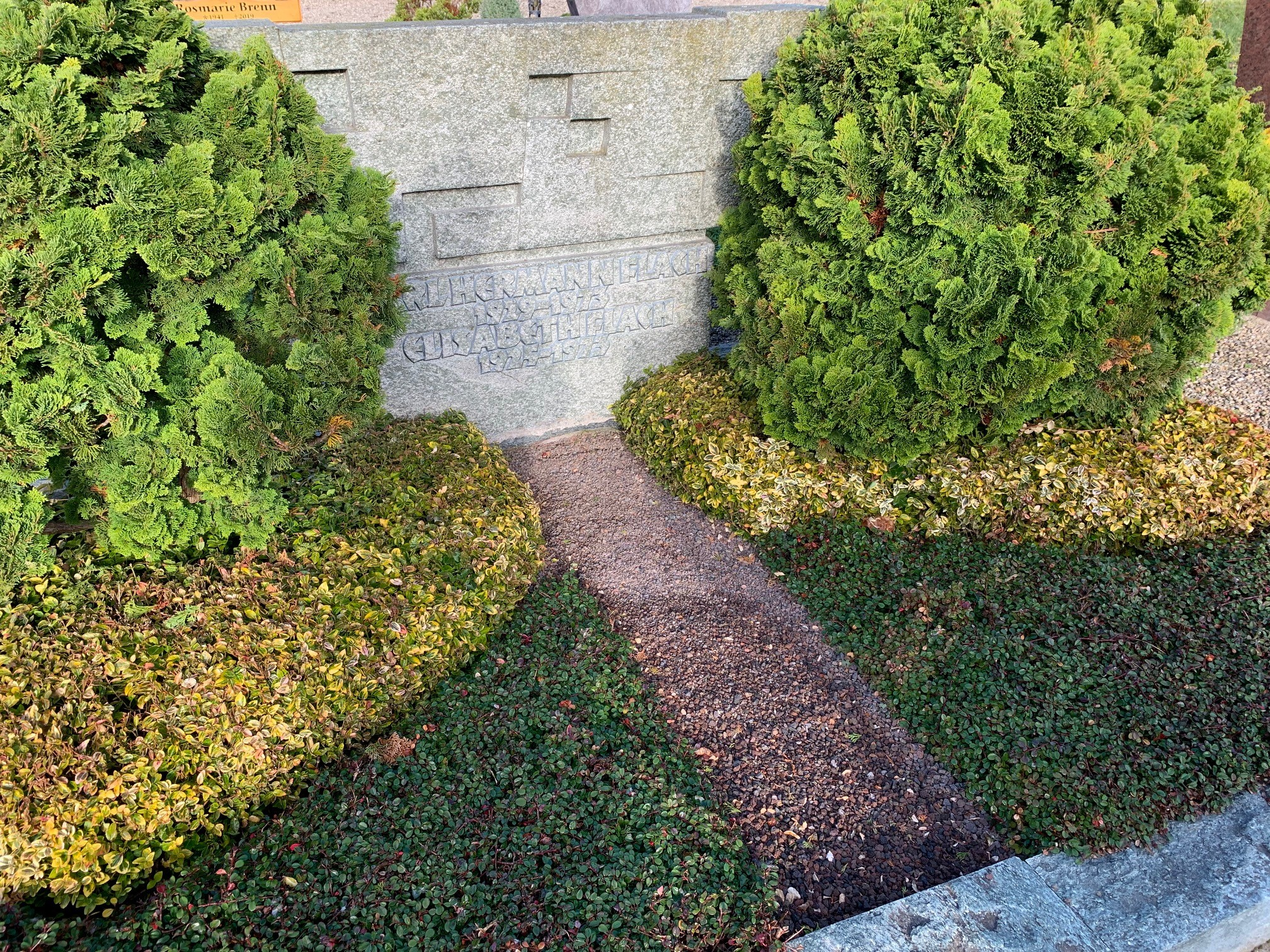
Grab von Karl-Hermann und Elisabeth Flach in Bötzingen

Am 25. August 1973 verstarb Flach an den Folgen eines im selben Monat erlittenen Schlaganfalles. Er wurde am Heimatort seiner Frau in Bötzingen am Kaiserstuhl beerdigt.
Unterlagen über seine Tätigkeit für die FDP befinden sich im Archiv des Liberalismus der Friedrich-Naumann-Stiftung in Gummersbach.

## Zitat
„Freiheit bedeutet für uns nicht Disziplinlosigkeit, sondern Pflicht. Liberal sein heißt nicht herrschen, sondern der Freiheit dienen.“

## Ehrungen
Für seine journalistische Arbeit bei der Frankfurter Rundschau wurde Flach mehrfach ausgezeichnet, darunter 1964 mit dem Theodor-Wolff-Preis sowie 1969 mit dem Deutschen Journalistenpreis. 1972 erhielt er die Wolfgang-Döring-Medaille und 1973 die Wilhelm-Leuschner-Medaille des Landes Hessen. Nach ihm wurden die Karl-Hermann-Flach-Stiftung in Hessen und der Karl-Hermann-Flach-Preis benannt.

## Veröffentlichungen (Auswahl)
- Kennen Sie eigentlich die FDP? Berto-Verlag, Bonn 1963.
- Erhards schwerer Weg. Seewald, Stuttgart-Degerloch 1963; 2. erweiterte Auflage ebd. 1964.
- Macht und Elend der Presse. v. Hase u. Koehler, Mainz 1967.
- Unter uns Pharisäern. Gleichnisse. v. Hase u. Koehler, Mainz 1967.
- 1x1 der Politik. Zwölf Kapitel für den Staatsbürger. Rowohlt, Reinbek 1970, ISBN 3-499-60014-5.
- Noch eine Chance für die Liberalen oder Die Zukunft der Freiheit. Eine Streitschrift. S. Fischer, Frankfurt 1971. Neuauflage ebd. 2015, ISBN 978-3-596-30242-0.
  - Auszüge auf der Website von Tristan Abromeit, Februar 2010 (PDF; 4,4 MB).
- mit Werner Maihofer, Walter Scheel: Die Freiburger Thesen der Liberalen. Rowohlt, Reinbek 1972, ISBN 3-499-11545-X.
- Liberaler aus Leidenschaft. Herausgegeben von Joachim Bretschneider, Harald Hoffmann. Mit einem Geleitwort von Walter Scheel. Bertelsmann, München/Gütersloh/Wien 1974, ISBN 3-570-02965-4.
- Mehr Freiheit für mehr Menschen. Beiträge zur liberalen Politik. Zusammenstellung und Redaktion: Peter Juling. Nomos-Verlagsgesellschaft, Baden-Baden 1979, ISBN 3-7890-0525-8.